# Prodontria modesta
Prodontria modesta är en skalbaggsart som beskrevs av Thomas Broun 1909. Prodontria modesta ingår i släktet Prodontria och familjen Melolonthidae. Inga underarter finns listade i Catalogue of Life.